# Температурний ефект
Температурний ефект (англ. temperature effect) — істотна зміна параметрів для даного процесу або явища під впливом зміни температури.
Наприклад, у люмінесцентній спектроскопії — зміни в параметрах люмінесценції в залежності від змін температури. Такі зміни параметрів можуть бути спричиненими гасінням, утворенням ексиплексів, агрегатів та ін.